# Očkování rostlin
Očkování je způsob štěpování, tedy záměrného vegetativního rozmnožování kulturních rostlin, při kterém se část rostliny zvané očko (pupen se štítkem z kůry) přenáší na jinou rostlinu, která bude tvořit kořenový systém budoucí rostliny (podnož). Nově společně srostlá rostlina, chiméra, bude zčásti mít vlastnosti původní rostliny a převážně vlastnosti nově naštěpované rostliny. Důležité (stejně jako u roubování) je, aby byla podnož schopna přijmout tkáň nové odrůdy. Tato vlastnost se nazývá snášenlivost neboli afinita. Štěpovat se mohou snadno rostliny, které se liší v rámci druhu (odrůdy se štěpují na původní druh) nebo s různými výsledky odlišné druhy v rámci rodu (meruňka na švestku), avšak jen zřídkakdy se štěpují rostliny odlišných rodů.

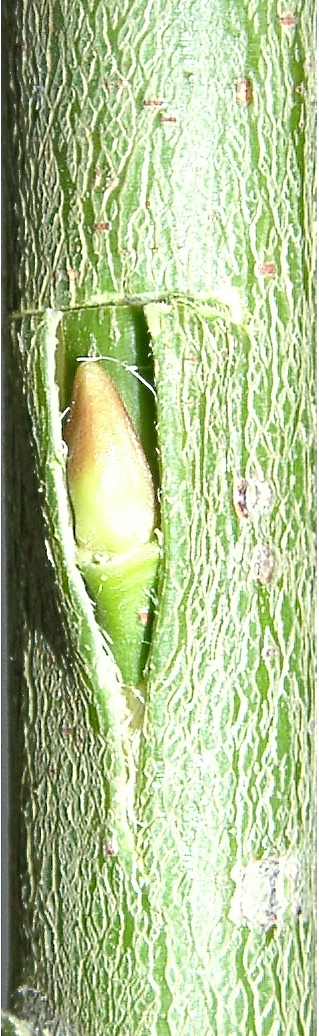
Očkování- správně zasunuté a zakrácené očko. Zbývá omotat igelitovou páskou, nebo lýkem.

## Srovnání s roubováním
Očkování má ve srovnání s roubováním některé drobné výhody. Není třeba uchovávat rouby, ani používat štěpařský vosk, poranění podnože je malé a rána se lépe zaceluje, při práci bývá lepší počasí, spotřebuje se méně roubů, je-li dostatek mízy, lze neujaté podnože přeočkovat.

## Historie
Znalost štěpování si jako první osvojili Féničané a naučili tuto techniku Řeky a Kartagince, ti tuto schopnost zanesli i do Španělska a Francie. V Řecku bylo štěpování zdokonaleno. Zachovaly se první písemné dokumenty o štěpování. Lékař Hippokrates v 5. století př. n. l. vynalezl očkování. Aristotelův žák Theofrastos (4. stol. př. n. l.) ve svém spise kromě roubování a očkování popisuje i druhy ovocných stromů a jejich pěstování, takže je uznáván jako první pomolog. Od Řeků se naučili pomologii Římané. Některé zdroje však kladou kolébku znalostí štěpařské techniky do Číny, odkud měla být dovezena do Řecka a Říma.[zdroj?]

## Postup

### Příprava podnoží
Do konce června se odstraní z podnoží předčasné letorosty. Podnože se před očkováním opatrně odhrnou tak, aby nedošlo k poškození podnože, obzvláště v místě, kde se bude očkovat. Podnože pod kořenovým krčkem se očistí hadříkem, aby se ostří nože neotupilo o nečistoty.

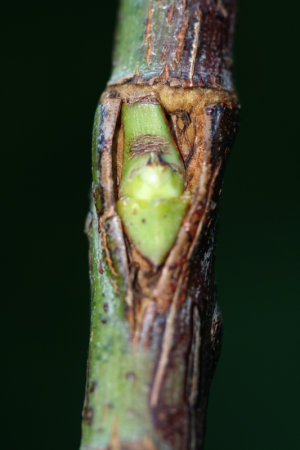
ujaté očko(růže)

### Sběr roubů
Jako rouby se používají vyzrálé letošní letorosty (nevyzrálý se ohne, vyzrálý se zlomí). V místě, kde se výhon zlomil, jsou vyzrálá očka (asi uprostřed výhonu nejlepší). Odstraní se listy, mimo řapíků.
Po odlistění se letorost zabalí do mokré látky.

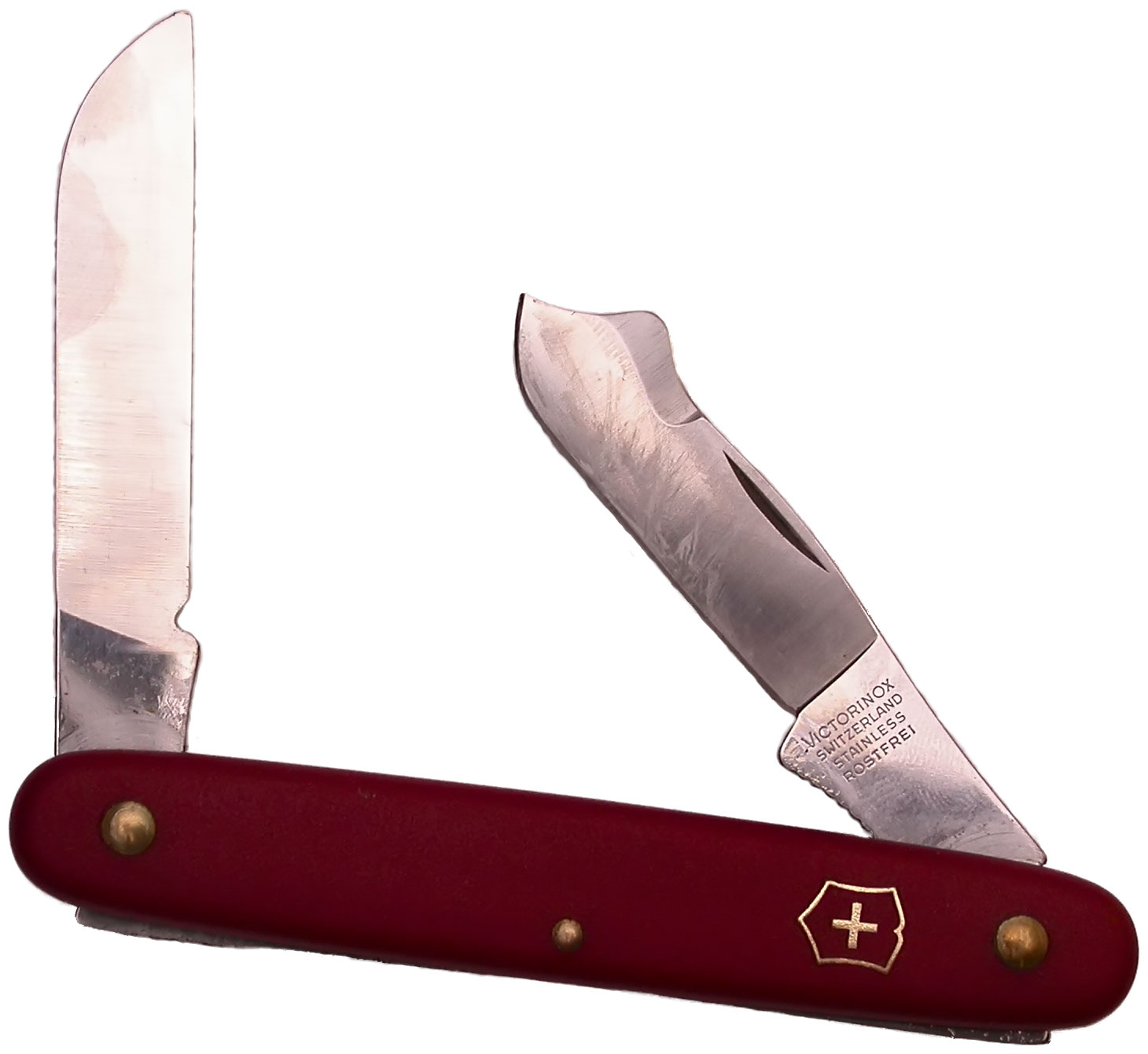
nůž s očkovací (vpravo) a roubovací (vlevo) čepelí

### Nářadí
K očkování je třeba mít ostrý očkovací nůž, igelitovou pásku nebo lýko. Připravenou (očištěnou, odkopanou) podnož, na kterou se bude očkovat, a rouby množeného druhu či odrůdy s očky.

### Technika očkování
Očkuje se asi 10 cm nad povrchem půdy. Při hlubším zasazení stromku tak nedojde k zakořenění naočkované odrůdy.
Očkuje se na stranu, odkud nejčastěji fouká vítr (návětrná strana).
Nejdříve se na kořenový krček podnože udělá přiměřeně hluboký řez ve tvaru písmene „T“, kterým se prořízne kůra a vodivé svazky podnože. Délka řezu je nejméně 3 cm. Do rány se vloží výstupek na tupé straně očkovacího nože a jemně vychlípíme kůru.
Vybere se na roubu očko, které se použije. Musí to být očko růstové, nikoliv květní pupen. Roub se vezme do levé ruky tak, že je konec, který by směřoval k růstovému vrcholu roubu, směrem k nám (tedy spodním koncem nahoru). Očko se podepře z druhé strany ukazovákem, ostatní prsty drží roub. Nůž se zasadí u střenky na roub téměř naplocho asi 2 mm pod očko, zakrojí a jediným tahem směrem k očku (kde se mírně přitlačí) se vyřízne očko, s částí, tzv. štítkem, kůry, která může být i více méně delší. Řez nožem je ukončován už špičkou. Při řezání se netlačí. Táhne se. Nesmí se řezat hluboko, protože při očkování není důležité přenášet masu dřevní hmoty, ale očko s částí kůry. Očko se podebere špičkou nože, přidrží se ukazováčkem a přenese se na podnož. Je-li nezbytné si pomoci prsty, drží se očko ze stran. Část očka, dřevo, xylém, se může odstranit, není to nezbytné, pokud není vyříznuto dřeva velké množství. Očko s velkým množstvím dřeva (xylému) se hůře ujímá, proto je lepší uříznout jiné očko.
Spodní části očka se nedotýká. Na plochu, která bude srůstat, by se mohly přenést spory hub, nebo hnilobné bakterie. Pokud se spodní strany štěpař dotkne, nebo se poškodí očko (kuželík očka zespodu), je lepš=i vyříznout očko nové. Pokud se takovou chybou očko neujme, trvá i rok, než opět nastanou podmínky na další pokus. Vložení očka pod kůru má být co nejrychlejší, aby řezná rána očka nezaschnula.
Velikost očka je překvapivě také důležitá. Musí být přiměřené síle podnože. Na slabé podnoži velké očko s širším štítkem nedoléhá a usychá a malé očko na silné podnoži neroste.
Očko se zasune do řezu tvaru „T“. Očko je nyní přibližně ve středu řezu. Část kůry nahoře zřejmě přečnívá, takže se srovná s horní hranou „T“ řezu. Tím dobře přilehne k vodivým svazkům na podnoži a lépe sroste. Igelitem nebo lýkem je nejlépe vázat pečlivě otáčku vedle otáčky jako obvazem tak, aby byla zakryta řezná rána (mimo okolí řapíku). Postupuje se tak, aby se otáčky zčásti překrývaly. Při ukončení se podvlékne konec pásky pod poslední otáčku a zatáhne se ve směru otáček. Lýko se podvlékne dvakrát a utáhne se podobně. Očkují-li se tropické rostliny, citrusy, doporučuje se překrýt místo očkování igelitovým pytlíkem. K přivazování se ovšem používají i speciální pryžové pásky. Řez se zatáhne, jemně, nikoliv příliš pevně. Na igelitové pásce, pokud se zevnitř jemně zarosí, je znát, že očko „dýchá“.
Po deseti a čtrnácti dnech se očka prohlédnou a ty, z kterých neopadl zbytek řapíku listu, se přeočkují (naočkují se znovu). Neujatá očka jsou viditelně zahnědlá, scvrklá. Řapík neodpadne, ani když je do něj cvrnknuto.

## Rozdělení

### Očkování podle období
Podle období očkování se rozděluje očkování na očkování na očko spící a na očko bdící . Při očkování na bdící očko se očkuje v červnu, nechává se na očku s řapíkem i kousek listu. Takové očko vyraší ještě v témž roce. Jde o způsob, který se používá velmi málo, využívají jej spíše zahrádkáři a nadšenci. (Je zde i určité riziko namrznutí). Při očkování na očko spící se očkuje v druhé polovině července a letorost vyraší na jaře. To je obvyklý, zde popsaný způsob.

### Očkování podle výšky
Očkování se zpravidla provádí ve výšce kořenového krčku. Ve výšce koruny je jen zřídkavé, používá se třeba při přeočkování. Je nutné naočkovat každou větev zvlášť. Očkování starších stromů v koruně se dělá výjimečně (např. u broskvoní) a je nutné korunu stromu silně zmladit.

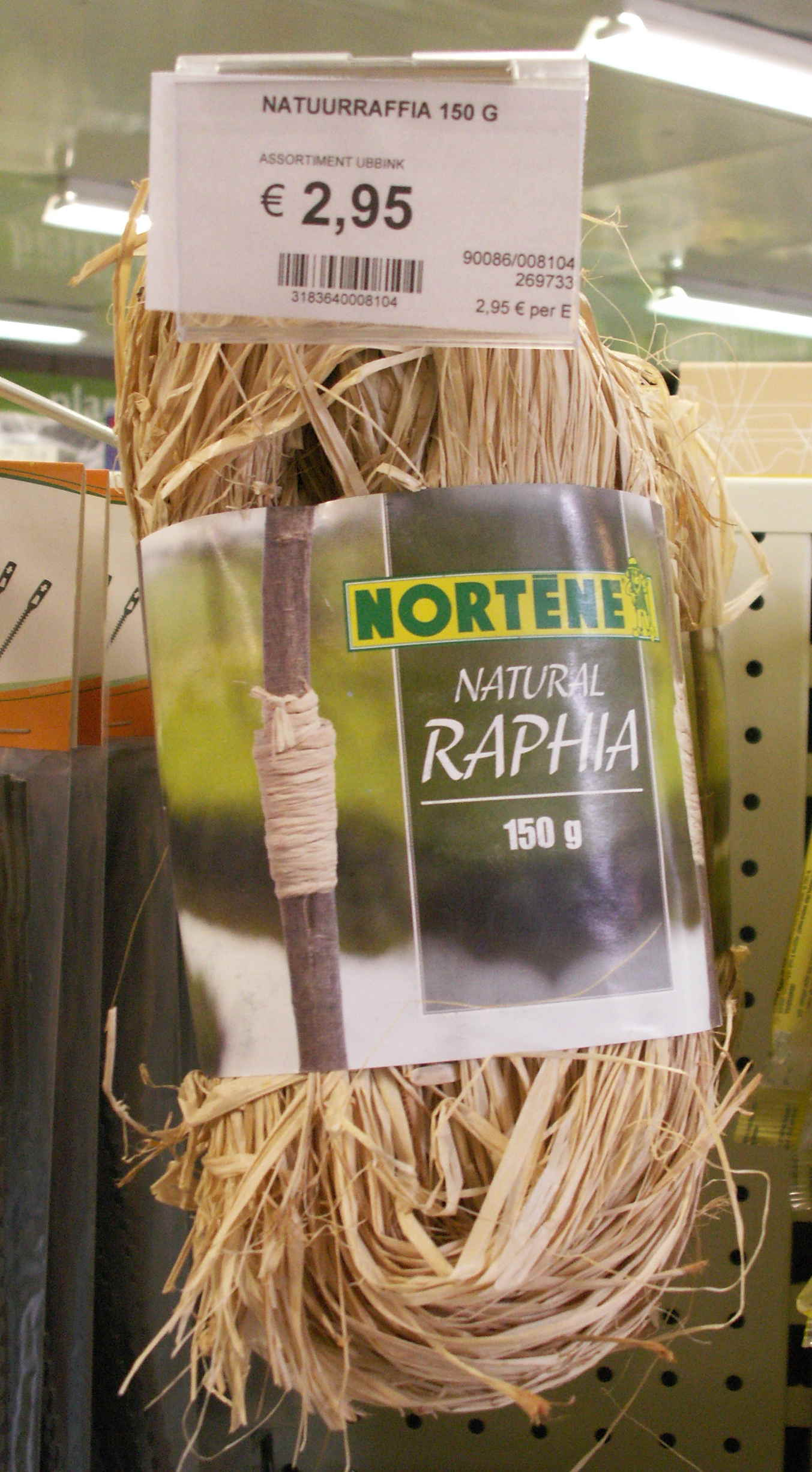
k zatažení očka se může použít igelitová páska, nebo lýko

## Speciální techniky

### Forkertův způsob
V případě, že podnož nemá mízu, například u podnoží M IV a M II, se doporučuje použití tzv. Forkertova způsobu. Tehdy nelze snadno kůru odchlípnout a vsadit pod ni očko. Při tomto očkování se odebere z roubu pupen se štítkem kůry, na kterém zůstává poměrně silný kus dřeva. Na podnoži se na místě očkování seřízne tenký plátek kůry tak, aby se ponechal asi půl centimetru široký jazýček. Řez se nedokončí. Druhým řezem ze tří čtvrtin se odřízlý plátek kůry zkrátí. Za vzniklý štítek se vloží očko, z něhož se nevylupuje dřevo, a zatáhne se páskou nebo lýkem. Úspěšnost celé operace závisí na tom, aby se očko a řez na podnoži kryly. Forkertův způsob se používá málo, nyní se pro něj nově používá název Chip budding.

### Nikolování
Při nízké afinitě (snášenlivost podnože a štěpované odrůdy) požíváme tzv. Nikolování. Bylo zkoušeno třeba u hrušní, které mají špatnou afinitu ke kdouloním. Mezi očko a podnož se vkládá štítek rostliny, která se dobře snáší s podnoží i štěpovanou odrůdou.

### Manžetové (prstencové) očkování
Může se použít např. u očkování ořešáků. Očkuje se v druhé polovině května nebo červnu a používáme rouby z loňského roku se spícími pupeny. K očkování se používají dva jednostranně zbroušené nože, pevně připevněné spojkami. Těmi se vyřízne na roubu kůra s očkem a na podnoži se odstraní kůra v místě očkování. Na podnoži se nechá pěti až osmimilimetrový tzv. můstek.

jiná možnost očkování - manžetové očkování

## Užitečné rady
- Častý dotaz: Kdy při očkování použít štěpařský vosk? Deset z devíti odborníků doporučuje: nikdy. Očka se nikdy nezatírají štěpařským voskem. Ten může vniknout mezi očko a podnož a znemožnil srůstání. Některé publikace přesto radí potírat voskem ovázanou naočkovanou podnož, například u citrusů,[L 5] nebo starší literatura při Forkertově způsobu, pokud použijeme lýko.
- Neočkuje se při slunečním úpalu (za poledne například).
- Nerozmnožují se stromy a keře nemocné virovými chorobami.
- Podnože při očkování musí mít dostatek mízy.
- Při výskytu očkokaza ve školce se doporučuje natírat očka jemným štětečkem řídkým žitným kváskem z žitné mouky a vody.[L 6]

To platí při použití úvazku z lýka, igelitová páska chrání dokonale.

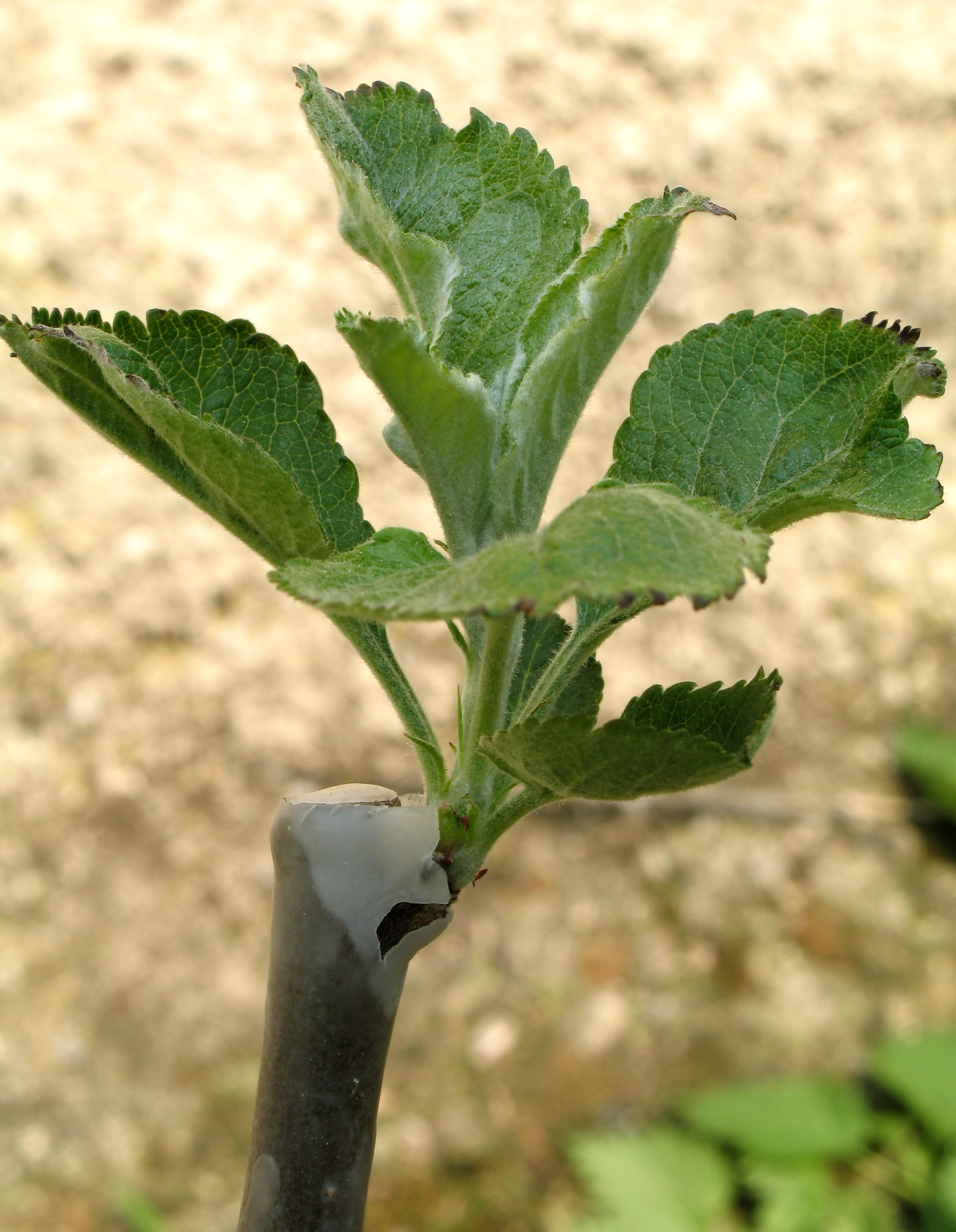
vyrašené očko, po seříznutí podnože"naostro"

## Ošetření po očkování
Po očkování podnože se znovu přihrne. Poté, co lýko začne být zchátralé, nebo páska se začne zařezávat do kůry, se páska a lýko přeřízne řezem na straně podnože a odstraní se. Nejdříve po třiceti dnech, nejpozději v předjaří.

### Řez naostro
V živných polohách se příští rok, po vyrašení, může podnož seříznout rovnou k místu očkování.

### Řez na čípek
Příštího jara se seřízne celý výhon podnože až na 10 cm nad očkem na čípek, z kterého se vyslepí všechny očka. Nový výhon vyrašený z "ušlechtilého"
očka se vyváže k podnoži seřízlé na čípek, aby byl chráněn před vylomením. Čípek se odřízne až na podzim hladkým řezem, který se zatře štěpařským voskem nebo latexem. Roste-li výhon z očka příliš bujně, je vhodné jej v požadované výšce zaštípnout (zakrátit).

## Hospodářské využití
Očkování se používá u mnoha okrasných a ovocných dřevin, které není možné jinak rozmnožovat (nemají například fertilní semena). V praxi je očkování ovocných dřevin nejvíce využívaný způsob rozmnožování. Šikovný školkař naočkuje za 8 hodin 1200 podnoží. Téměř všechny se ujmou. V zahradnické praxi vždy jeden zahradník očkuje (seřezává očka a vkládá je do T řezu) a druhý očka zavazuje.

## Kuriozity
- Lze očkovat rajče na bramboru. Výsledná rostlina bude mít dvojí užitek.
- Pokud máme obavu, že budou problémy s opylovacími poměry dřeviny, je snadné naštěpovat do koruny stromu opylovače (očkuje se na větev).[L 9]
- Někteří pěstitelé štěpují melouny nebo okurky na tykev fíkolistou, pro lepší odolnost proti houbovým chorobám a zlepšení růstu.
- Na rostliny lze také naroubovat odrůdy citlivější k přítomnosti chorob, které jsou ukazatelem jejich přítomnosti.

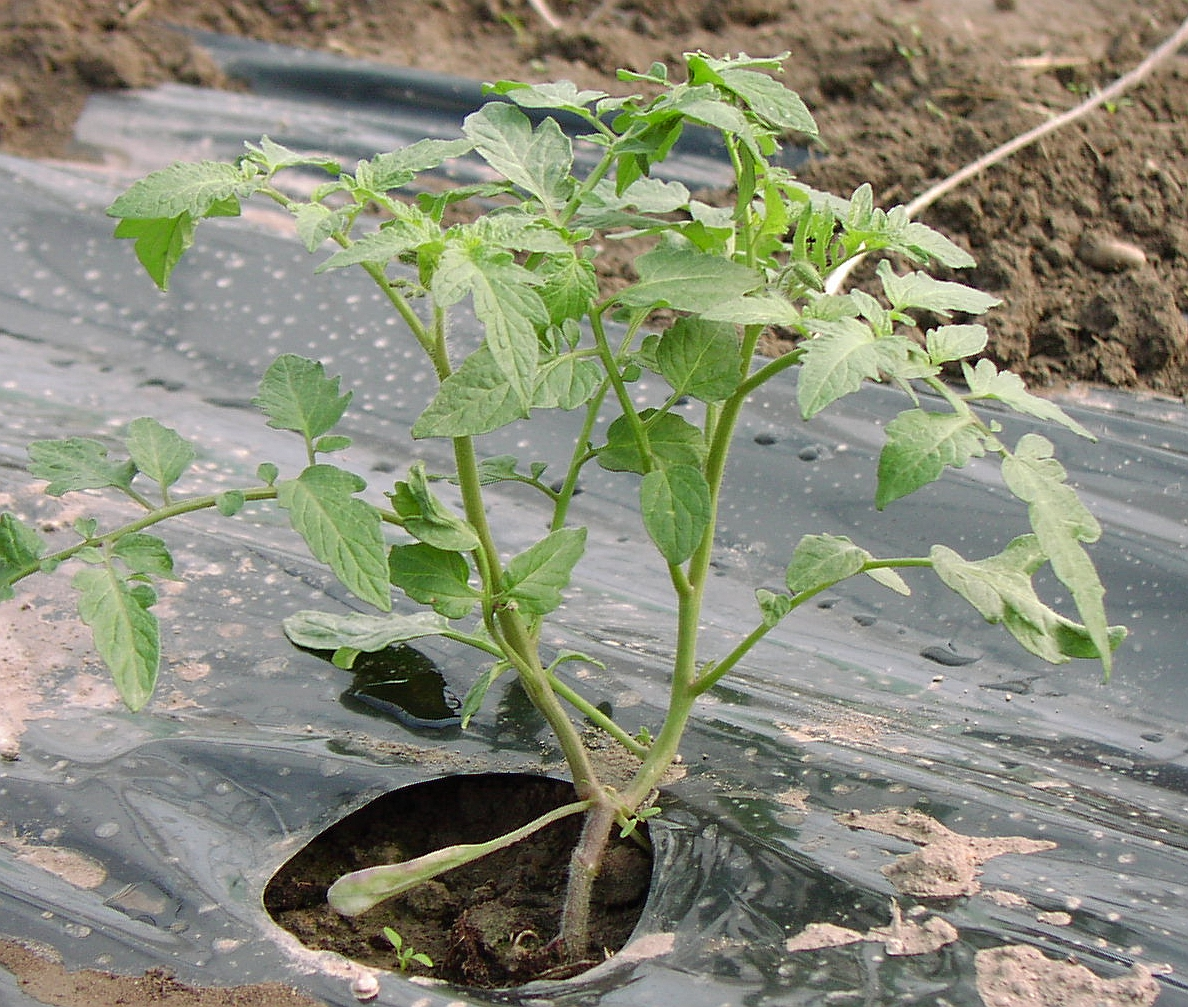
rajče štěpované na bramboru (na obrázku) vypadá stejně jako běžné rajče